# يادفيغا سموسارسكا

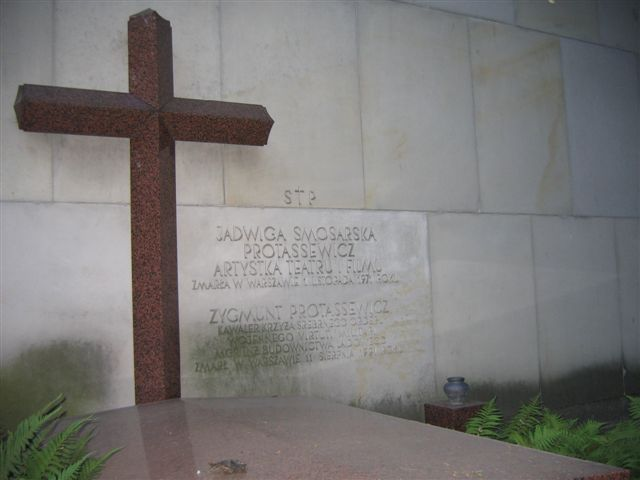
قبر يادفيغا سموسارسكا وزوجها زيغمونت بروتاسيفيتش في مقبرة بوفونزكي في وارسو

يادفيغا سموسارسكا (بالبولندية: Jadwiga Smosarska)‏ (23 سبتمبر 1898 – 1 نوفمبر 1971) ممثلة أفلام بولندية. ظهرت في أكثر من 25 فيلما بين عامي 1919 و1937، إضافة إلى إنتاجات مسرحية عديدة.

## السيرة الذاتية
عرفت سموسارسكا بتأدية أدوار لشخصيات تمثل الكليشيهات البولندية التي تعكس معاناة المواطنين. كانت أدوارها تمثل شخصيات وطنية ورومانسية ذات مكانة اجتماعية، كانت تعاني في كثير من الشعور بالضيق والحياة العاطفية المأساوية.:7 في العشرينيات، اشتهرت في بولندا كواحدة من أبرز نجوم استوديو سفينكس للأفلام، بعد أن غادرت بولي نيغري إلى ألمانيا.
فرت سموسارسكا من وارسو في عام 1939، ولجأت إلى  ليتوانيا قبل تأمين العبورعن طريق القوارب إلى الولايات المتحدة من خلال اسكندنافيا. حاولت أن تمتهن التمثيل في هوليوود، إلا أنها فشلت نظرا لأن لهجتها شكلت تحديا لصناع الأفلام الأمريكيين. في عام 1954، جالت سموسارسكا في كندا للمساعدة في جمع التبرعات لمشاريع الرعاية الاجتماعية لمساعدة المهاجرين البولنديين. بدأت الجولة في قاعة إيتون في 6 مارس، وأكملت في لندن وهاملتون وأوتاوا ومونتريال وأوشاوا وويلينغتون ووبرانتفورد، وكانت برعاية أدفانس فيلم سيرفيس من تورونتو. بقيت في الولايات المتحدة حتى عام 1970، قبل أن تعود إلى بولندا لتقضي بذلك آخر سنة من حياتها.:243

## روابط خارجية
- يادفيغا سموسارسكا على موقع IMDb (الإنجليزية)
- يادفيغا سموسارسكا على موقع قاعدة بيانات الفيلم (الإنجليزية)